# Агуа-Прієта
Агуа-Прієта (ісп. Agua Prieta) — місто та муніципалітет у Мексиці, входить до штату Сонора. Населення — 73 303 особи (2005). Місто розташоване на кордоні — навпроти міста Дуглас, Аризона, США.

## Історія
Місто засновано 1899 року. Спершу з'явилося як станція на залізниці між Дугласом і Накосарі, штат Сонора, якою транспортували корисні копалини з Мексики до США. Як наслідок, перші поселенці міста були працівниками американської гірничорудної компанії Phelps Dodge Corporation, яка базувалася в Дугласі. Агуа-Прієта стало вільним муніципалітетом 28 серпня 1916 року, коли Родолфо Маркес став першим президентом нового утворення. Це призвело до підвищення статусу поселення, і 11 листопада 1942 року його офіційно визнано містом.
Агуа-Прієта грало важливу роль у мексиканській революції. Плутарко Еліас Кальєс і Ласаро Карденас, два майбутніх президенти Мексики, обидва жили в місті в перші роки його існування. 1916 року Панчо Вілья зробив нічну атаку на Агуа-Прієта, яку відбили сили Альваро Обрегона за допомогою великих прожекторів, що живились американською електрикою. 1920 року в магазині сувенірів поруч з міжнародним кордоном підписано план Агуа-Прієта, що призвело до відставки уряду, очолюваного Венустіано Карранса, який до цього підтримував Альваро Обрегон.
Нині Агуа-Прієта є улюбленим перевалочним пунктом для мексиканців, які бажають незаконно проникнути на територію США.